# Арцаський державний університет
Арцаський державний університет (вірм. Արցախի պետական համալսարան) — колишній вищий навчальний та науковий заклад у системі Міністерства освіти і науки самопроголошеної Республіки Арцах (Нагірно-Карабаської Республіки). В університеті на 7-ми факультетах навчалися понад 2800 студентів. На 25 кафедрах працювали понад 300 осіб, у тому числі 8 професорів і понад 80-ти доцентів.
Університет був заснований у 1969 р. в Степанакерті на базі колишнього педагогічного інституту та філіалу Вірменського інженерного інституту.
Припинив існувати у 2023 році.

## Факультети
- Фізико-математичний факультет
- Філологічний факультет
- Факультет хімії та біології
- Інженерний факультет
- Гуманітарний факультет
- Аграрний факультет
- Економіко-юридичний факультет
- Факультет заочного навчання

## Бакалаврат і магістратура
В університеті навчальний процес здійснюється як за триступінчатої освітньою системою (бакалавріат, магістратура та аспірантура), так і за системою дипломованого спеціаліста.
За системою дипломованого спеціаліста навчаються 2 800 студентів очного та заочного навчання по 32 спеціальностям. В наш час[коли?] у магістратурі навчаються 168 студентів, в тому числі 75 магістрантів за держзамовленням і 93-за платною формою, за такими спеціальностями: математика, фізика, хімія, біологія, географія, історія, вірменська мова, англійська мова, німецька мова, російська мова та література, вірменська
література, правознавство, економіка, психологія, промислове і аграрне будівництво, управління та експлуатація транспортом, агрономія, географія, радіофізика, ветеринарія.

## Аспірантура
З 1998 року в університеті діє аспірантура. В наш час[коли?] в аспірантурі навчаються 35 аспірантів з 15 спеціальностей: математика, хімія, біологія, географія, економіка, вірменська мова, історія, правознавство, психологія, педагогіка, промислове та цивільне будівництво, російська мова, вірменська література, фізичне виховання.

## Бібліотека
Книжковий фонд бібліотеки становить 65.632 тис. примірників наукової, навчальної навчально-методичної та художньої літератури вірменською, російською та іноземними мовами.
У 2004 році бібліотека виписувала 19 найменувань періодичної літератури.
У 2010 році зусиллями ректора в АрДУ відкрилася електронна бібліотека.
Бібліотека також має читальний зал в головному корпусі, а також спеціалізований читальний зал для філологічного, інженерно-економічного та аграрного факультетів у другому навчальному корпусі.

## Обсерваторія
Обсерваторія оснащена телескопом, технічні можливості якого дозволяють в початковий період проводити спостереження та візуальні дослідження в області астрометрії, небесної механіки. А також телескоп послужить наочним посібником для учнів і студентів, що вивчають астрономію, для більш глибокого пізнання пройденого на уроках.
Надалі, при придбанні світлових накопичувачів, можна буде поглибити дослідження в області космології, астрофізики, тобто відповісти на питання про фізичну природу космічних об'єктів.
Планується створити на базі обсерваторії науково-дослідницький центр, що дозволить створити зв'язки з науковими центрами інших країн, приведе до більш швидкого темпу розвитку астрофізики та інших галузей астрономії в НКР.

## Припинення існування
У вересні 2023 року, після розформування НКР, університет не переїхав до Вірменії, а був ліквідований. Азербайджанська влада заявила про плани щодо створення на його базі Карабахського університету, який планується до відкриття у вересні 2024 року.

## Дивитись також
- Сергій Гірік. Освіта поза світом. Кілька слів про університети невизнаних держав [Архівовано 2 лютого 2013 у Wayback Machine.]